# Andrew Bird (remero)
Andrew David Bird (Greymouth, 17 de marzo de 1967) es un deportista neozelandés que compitió en remo como timonel.
Participó en los Juegos Olímpicos de Seúl 1988, obteniendo una medalla de bronce en la prueba de cuatro con timonel. Ganó una medalla de plata en el Campeonato Mundial de Remo de 1986, en la misma prueba.

## Palmarés internacional
| Juegos Olímpicos   | Juegos Olímpicos         | Juegos Olímpicos  | Juegos Olímpicos   |
| Año                | Lugar                    | Medalla           | Prueba             |
| ------------------ | ------------------------ | ----------------- | ------------------ |
| 1988               | Seúl (Corea del Sur)     | Medalla de bronce | Cuatro con timonel |
| Campeonato Mundial |                          |                   |                    |
| Año                | Lugar                    | Medalla           | Prueba             |
| 1986               | Nottingham (Reino Unido) | Medalla de plata  | Cuatro con timonel |